# Zatoka Anibare
Zatoka Anibare (ang. Anibare Bay) – jedyna zatoka wyspy Nauru, najmniejszej niepodległej republiki na świecie.

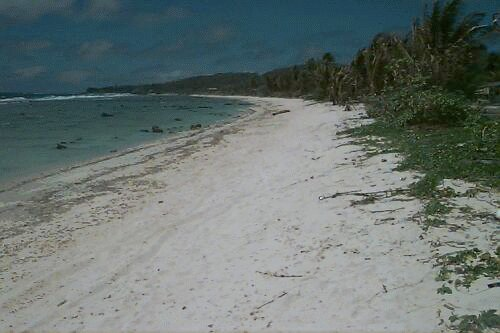
Widok na plażę nad zatoką Anibare

Zatoka Anibare znajduje się na Oceanie Spokojnym. Oblewa wschodnie wybrzeża Nauru. Na północ od zatoki znajduje się najbardziej wysunięty na wschód punkt Nauru - Przylądek Ijuw, zaś na południe od zatoki znajduje się Przylądek Menen. Oprócz jeziora Buada Lagoon tylko tutaj można spotkać zachowaną naturalną roślinność wyspy. Większą osadą położoną nad wodami tej zatoki jest wieś o nazwie Anibare. Nad zatoką leży Menen Hotel.